# غدار (فلم)
غدار (بالإنجليزية: Insidious) هو فيلم رعب خارق للطبيعة أمريكي كندي، صدر في الولايات المتحدة في الأول من أبريل لسنة 2011، وقد تم عرضه أولا في مهرجان تورونتو السينمائي الدولي بتاريخ 14 سبتمبر 2010. قام بإخراجه المخرج جيمس وان. الفيلم هو الجزء الأول ضمن سلسلة أفلام غدار. الفيلم من بطولة باتريك ويلسون، روز بيرن، تاي سيمبكينز، وباربرا هيرشي. تركز أحداث القصة حول الزوجين لامبرت الذين يدخل ابنهما في حالة غيبوبة ويصبح وعاء لأشباح في بعد نجمي تريد أن تسكن جسده لتعيش مرة أخرى.

## القصة
انتقل الزوجان جوش وريناي لامبرت ، وابناهما دالتون وفوستر وابنتهما الرضيعة كالي ، مؤخرًا إلى منزل جديد. ذات ليلة ، يصعد دالتون إلى العلية ويخاف من شيء ما في الظل. في اليوم التالي ، يدخل في غيبوبة لا يمكن تفسيرها.
بعد ثلاثة أشهر من محاوله علاجه دون نتيجة ، يقوم والداه بأخذه إلى المنزل. بعد فترة وجيزة ، تبدأ حدوث نشاطات خارقة؛ يبدأ ريناي في سماع أصوات فبالرغم من عدم وجود أحد في غرفة كالي ، يقول فوستر إن دالتون يمشي أثناء النوم ليلاً ، وترى ريناي شخصية مخيفة لرجل في غرفة كالي ، ويتم تشغيل أجهزة إنذار المنزل مرارًا وتكرارًا دون سبب. عثرت ريناي على بصمة يد ملطخة بالدماء على سرير دالتون. في تلك الليلة ، هاجم شبح وريناي خرج من غرفة كالي ، قرر الزوجان في النهاية ترك المنزل والانتقال إلى مكان آخر.

## الاستقبال

### الاستقبال النقدي
استقبل الفيلم بمراجعات متباينة من قبل النقاد، 66% من المراجعات جائت إيجابية على موقع الطماطم الفاسدة بناءً على 164 مراجعة نقدية، مع متوسط تقييم 10/6. كان الإجماع النقدي للموقع: «بالرغم من النهاية الهشة للفيلم، فإن غدار فيلم مخيف حقا، ويعرض قصة بيت مسكون بطريقة ممتعة.».

### الترشيحات والجوائز
| السنة | النتيجة | الجائزة             | الصنف                  | الحائز(ة)           |
| ----- | ------- | ------------------- | ---------------------- | ------------------- |
| 2011  | فوز     | Fright Meter Awards | أفضل فيلم رعب          | جيمس وان وليه وانيل |
| 2011  | رُشِّح     | Fright Meter Awards | أفضل مخرج              | جيمس وان            |
| 2011  | رُشِّح     | Fright Meter Awards | أفضل ممثلة             | روز بيرن            |
| 2011  | فوز     | Fright Meter Awards | أفضل ممثل مساعدة       | لين شاي             |
| 2011  | رُشِّح     | Fright Meter Awards | أفضل سيناريو           | ليه وانيل           |
| 2011  | رُشِّح     | جائزة زحل           | أفضل ممثلة مساعدة      | لين شاي             |
| 2011  | رُشِّح     | جوائز سكريم         | أفضل فيلم رعب          | −                   |
| 2011  | رُشِّح     | جوائز سكريم         | أفضل ممثل في فيلم رعب  | باتريك ويلسون       |
| 2011  | رُشِّح     | جوائز سكريم         | أفضل ممثلة في فيلم رعب | روز بيرن            |

## وصلات خارجية
مقالات تستعمل روابط فنية بلا صلة مع ويكي بيانات